# Port de la Louisiane du Sud
Le port de la Louisiane du Sud, ou Port of South Louisiana en anglais, est un ensemble d'infrastructures portuaires situé dans le sud de la Louisiane aux États-Unis. Il regroupe les terminaux se trouvant entre les ports de La Nouvelle-Orléans et de Bâton-Rouge (ces deux ports non compris), qui forment un ensemble continu le long du Mississippi à travers les paroisses St. James, St. John the Baptist et St. Charles.
C'est la plus grande concentration portuaire des États-Unis et du continent américain.

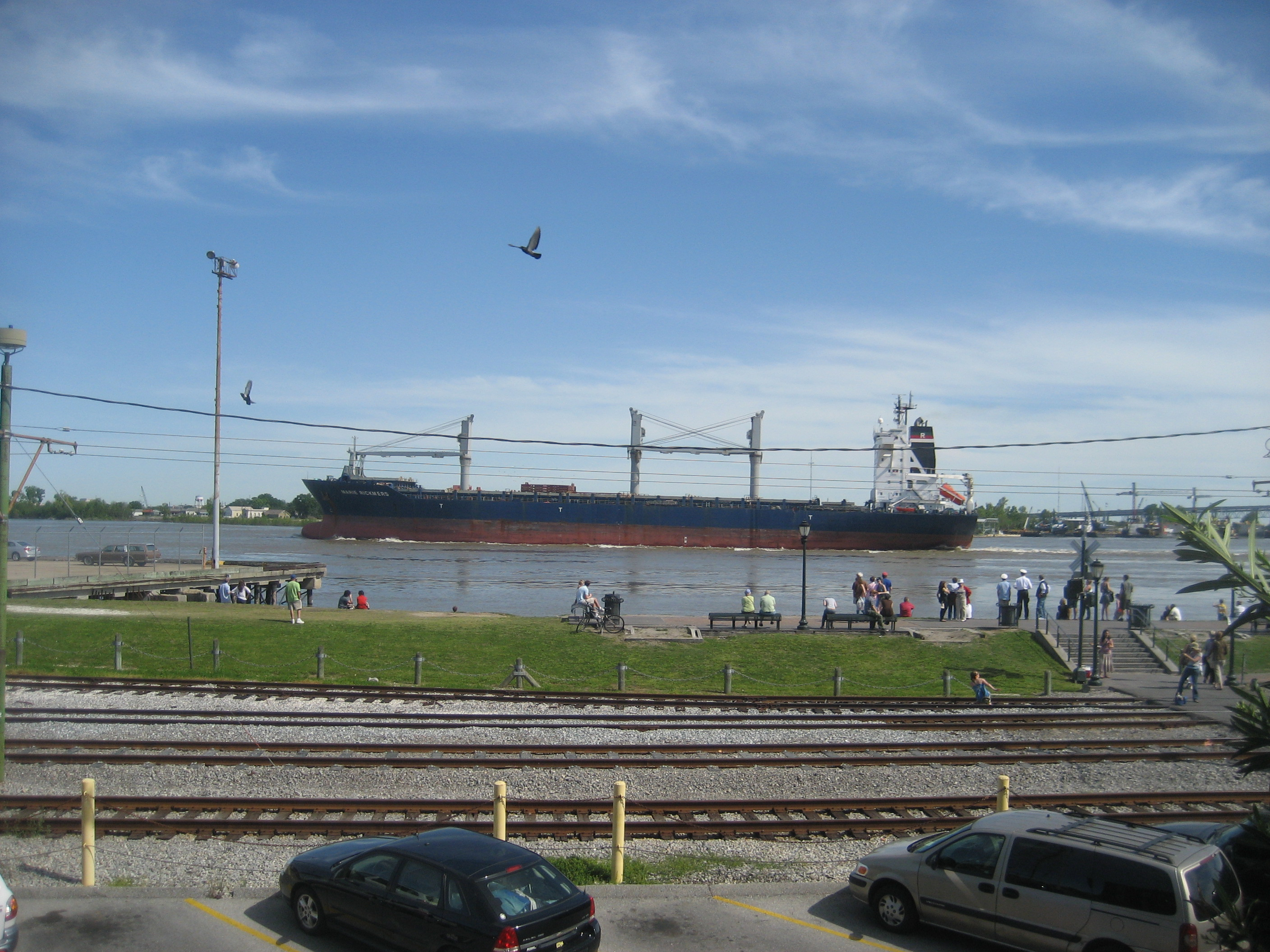
Le vraquier Marie Rickmers vue du quartier français de la Nouvelle-Orléans en 2010.
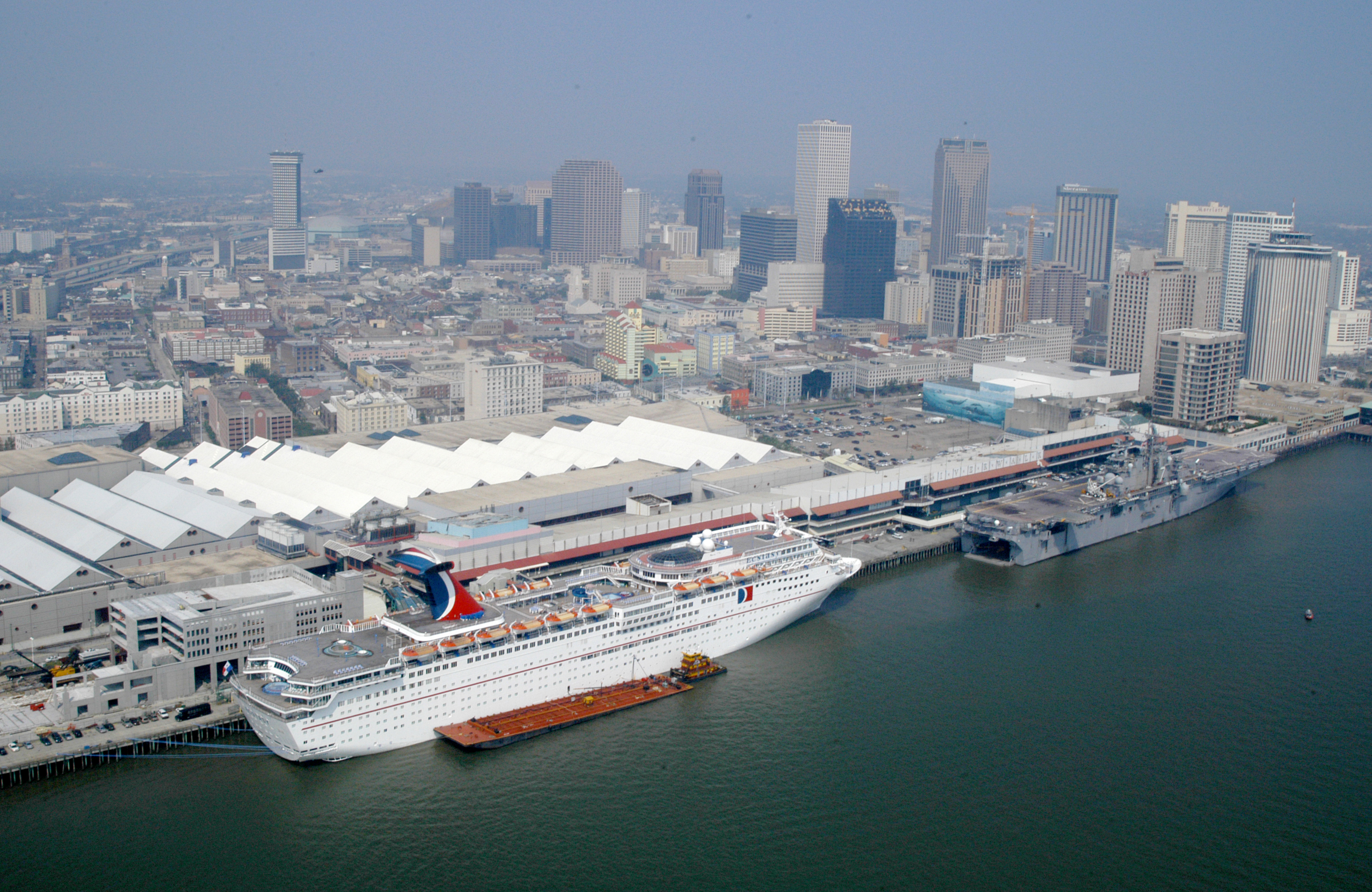
Paquebot de croisière Carnival Ecstasy à quai en centre-ville de la Nouvelle-Orléans, servant en septembre 2005 de logement aux ouvriers et réfugiés après l'ouragan Katrina.
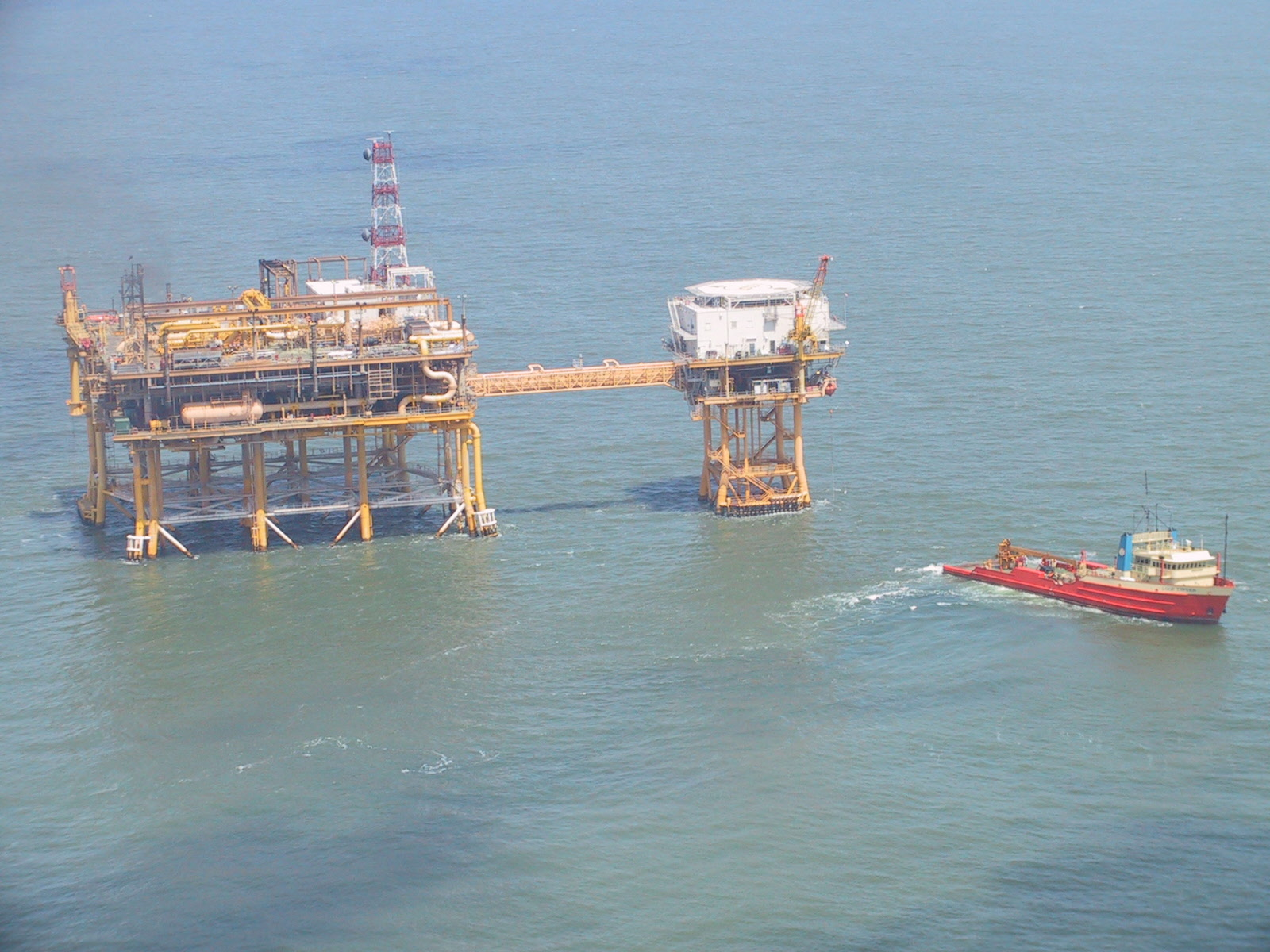
La plate-forme offshore du LOOP, le Louisiana Offshore Oil Port, servant à l'accueil des plus gros pétroliers.

## Trafic
En 2012, le port de la Louisiane du Sud a accueilli 4 152 navires et 59 372 barges fluviales ; la masse totale de marchandises échangées a été de 278,9 millions de tonnes, à raison de :
- 83,49 de produits agricoles, dont :
  - 43,67 de soja,
  - 27,48 de maïs,
  - 5,22 de nourriture pour animaux,
  - 4,97 de blé,
  - 0,96 d'huiles alimentaires,
  - 0,73 de sorgho,
  - 0,44 de riz,
  - 0,02 de sucre de canne et de mélasses ;
- 69,4 de pétrole brut ;
- 53,29 de produits pétrochimiques ;
- 32,31 de charbon et lignite ;
- 25,15 d'engrais ;
- 9,47 de minerai de fer et de phosphate ;
- 5,14 d'acier ;
- 0,39 de béton et granulats.